# Gebänderte Prachtlibelle
Die Gebänderte Prachtlibelle (Calopteryx splendens) ist eine Libellenart aus der Familie der Prachtlibellen (Calopterygidae). Sie bewohnt langsam fließende Bäche, kleinere Flüsse und krautreiche Kanäle, die nicht zu sehr verschmutzt sind sowie ausreichend besonnt werden. Neben der Blauflügel-Prachtlibelle (Calopteryx virgo) ist sie die einzige auch in Mitteleuropa vorkommende Art der Prachtlibellen und tritt hier insgesamt etwas häufiger auf als jene. Der flatternde, gaukelnde, mehr an Schmetterlinge als an Libellen erinnernde Flugstil ist unverkennbar für diese Familie, ebenso die farbigen Flügel. Der aus dem Griechischen und dem Lateinischen gebildete wissenschaftliche Artname Calopteryx splendens bedeutet so viel wie „Glänzender Schönflügel“. In der Schweiz wurde die Spezies zum Tier des Jahres 2008 auserkoren.

## Merkmale

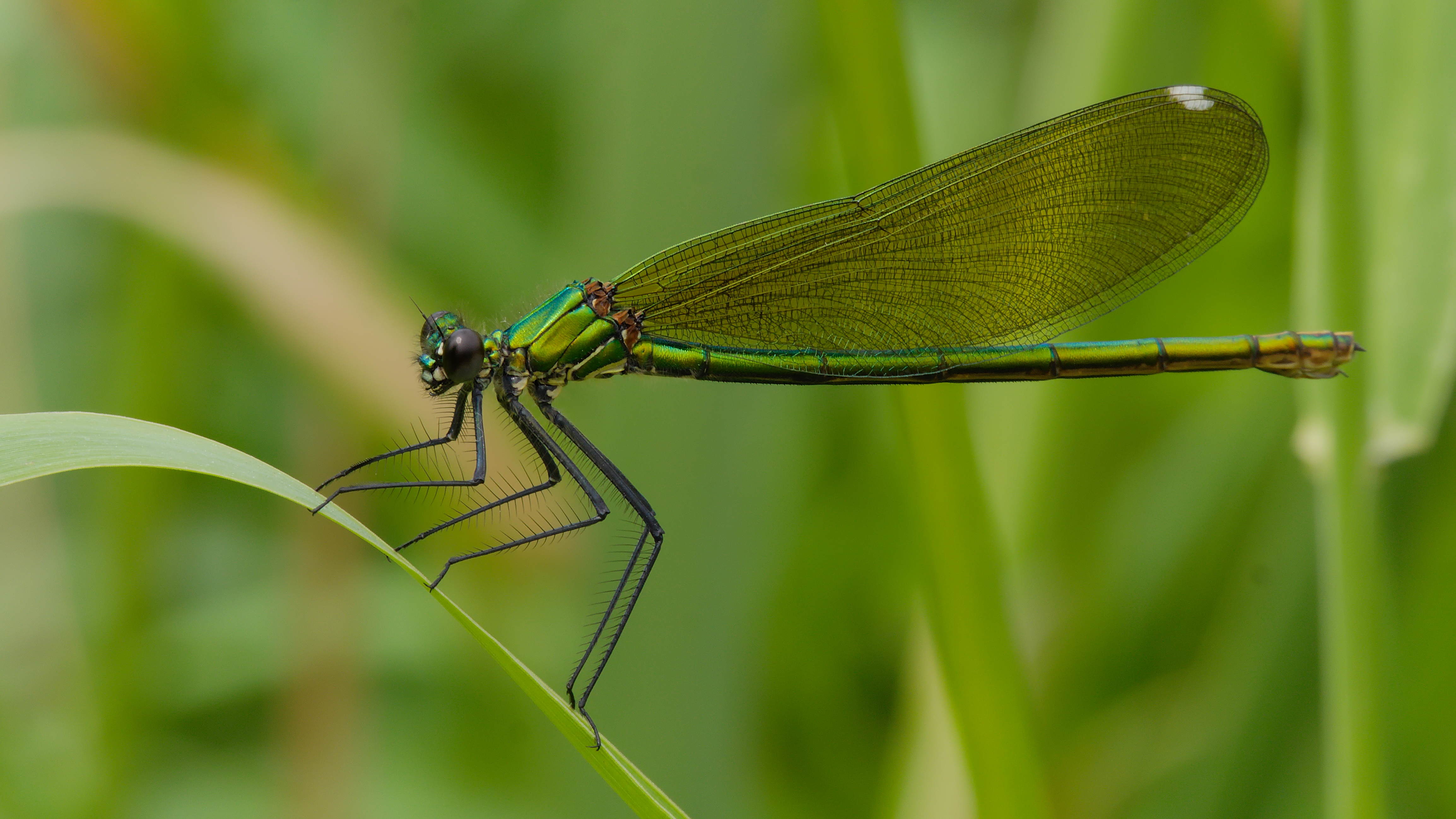
Die Weibchen sind weniger auffällig gefärbt

Die fertig entwickelten Tiere (Imagines) der Gebänderten Prachtlibelle erreichen eine Flügelspannweite von 6,5 bis 7 Zentimetern und eine Körperlänge von etwa 5 Zentimetern. Sie gehören damit zu den größten mitteleuropäischen Kleinlibellen (Zygoptera). Männchen und Weibchen unterscheiden sich deutlich: Die Männchen haben einen schillernd dunkel-blaugrün gefärbten Körper, und die grünlich getönten, durchscheinenden Flügel weisen je eine breite schwarzblaue Binde auf, die sowohl die Flügelbasis als auch deren Spitze auslässt. Ein Flügelmal (Pterostigma) fehlt ihnen. Außerdem sind die drei hintersten Segmente des Abdomens unterseits weiß („weißes Schlusslicht“). Die weniger auffälligen Weibchen sind metallisch grün bis bronzefarben und weisen grünlich getönte Flügel (ohne Querbinden) mit ebenso grünlichen Adern auf. Im ausgefärbten Zustand haben sie zudem ein weißes, sogenanntes falsches Flügelmal an jeder Flügelspitze („falsch“, weil es im Gegensatz zum Pterostigma anderer Libellen von Adern durchzogen ist). Weibchen der Gebänderten Prachtlibelle, besonders frisch geschlüpfte, sind nicht immer ganz eindeutig von denen der Blauflügel-Prachtlibelle zu unterscheiden, die insgesamt etwas bräunlichere und auch geringfügig breitere Flügel besitzen.

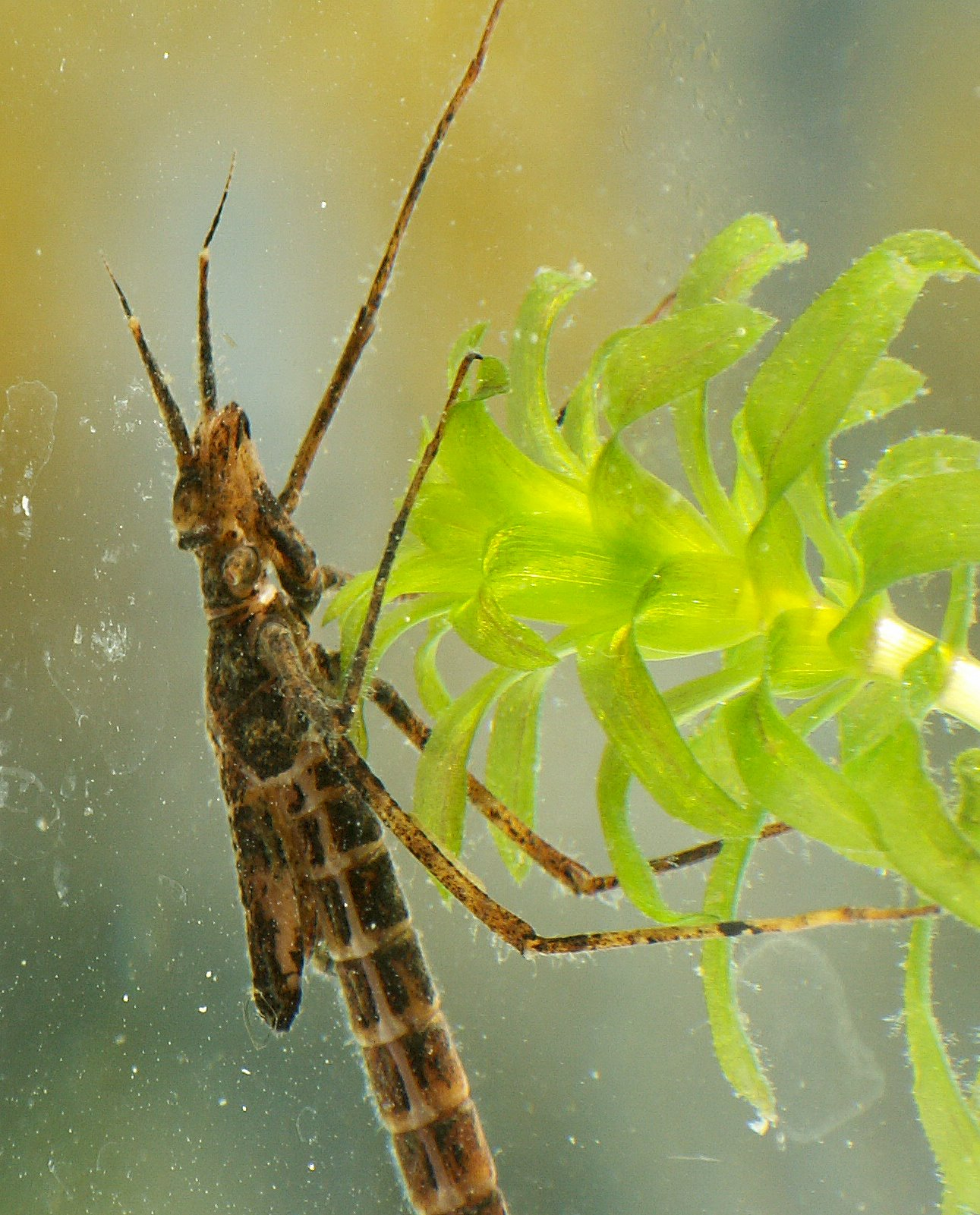
Älteres Larvenstadium

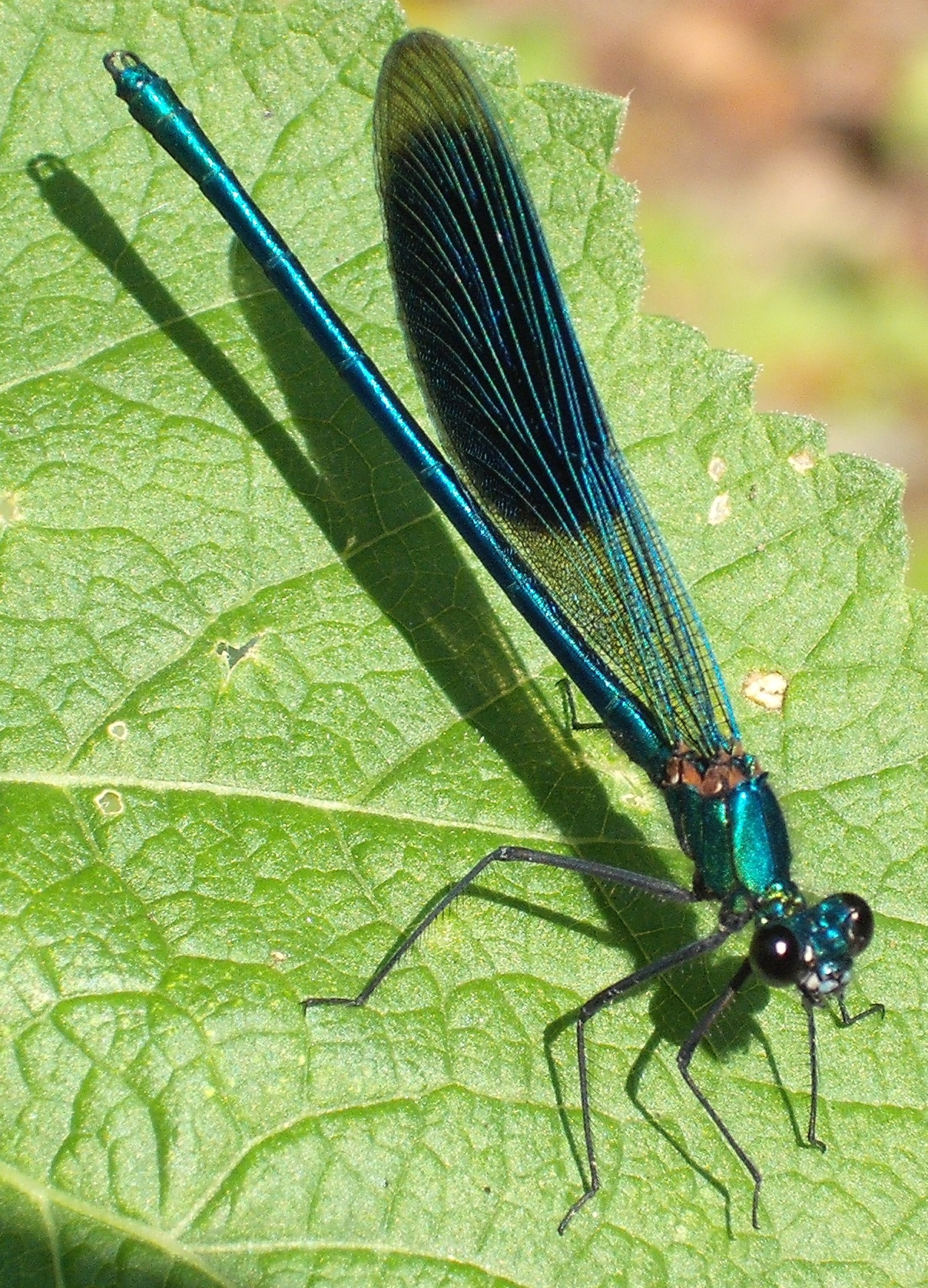
Männchen

Die Larven der Gebänderten Prachtlibelle entwickeln sich über 10 bis 12 Stadien. Im Vergleich zu den Larven anderer Kleinlibellen haben diejenigen der Prachtlibellen ein etwas andersartiges, relativ leicht kenntliches Aussehen. Dazu gehören ein deutlich verkürztes mittleres Kiemenblatt am Hinterleibsende und auffallend lange erste Fühlerglieder. Von den Larven der Blauflügel-Prachtlibelle (siehe auch dort) sind die der Gebänderten Prachtlibelle nur in Details zu unterscheiden. So ist hier das jeweils erste Fühlerglied fast doppelt so lang wie die übrigen, das mittlere Kiemenblatt ist etwas breiter als die beiden äußeren und alle Kiemenblätter weisen zwei helle Querbinden auf.

## Verbreitung
Das Verbreitungsgebiet der Gebänderten Prachtlibelle ist paläarktisch und reicht mit mehreren Unterarten vom Atlantik bis nach China. Es ist allerdings nicht geschlossen, sondern umfasst mitunter disjunkte Teilareale. In Europa liegt das Verbreitungszentrum im Mittelmeerraum (mit Ausnahme der meisten Inseln); in Skandinavien endet das Areal bei 64°20’ nördlicher Breite und damit weiter südlich als bei Calopteryx virgo. Als limitierender Faktor gilt die 15-°C- bzw. 16-°C-Juli-Isotherme. Die Nominatform der Art ist unter anderem auch in Mitteleuropa weit verbreitet; innerhalb Ostdeutschlands soll außerdem eine Überschneidungs- und Hybridisierungszone mit der mehr östlich verbreiteten Unterart Calopteryx splendens ancilla bestehen. Eine weitere Unterart Calopteryx splendens caprai
besiedelt das mittlere und nördliche Italien, den Süden des Schweizer Kantons Tessin und die Mittelmeerregionen Frankreichs.
Schwerpunkte der Vorkommen liegen in Niederungsgebieten wie Flussauen und Bachtälern.

## Lebensraum und Lebensweise

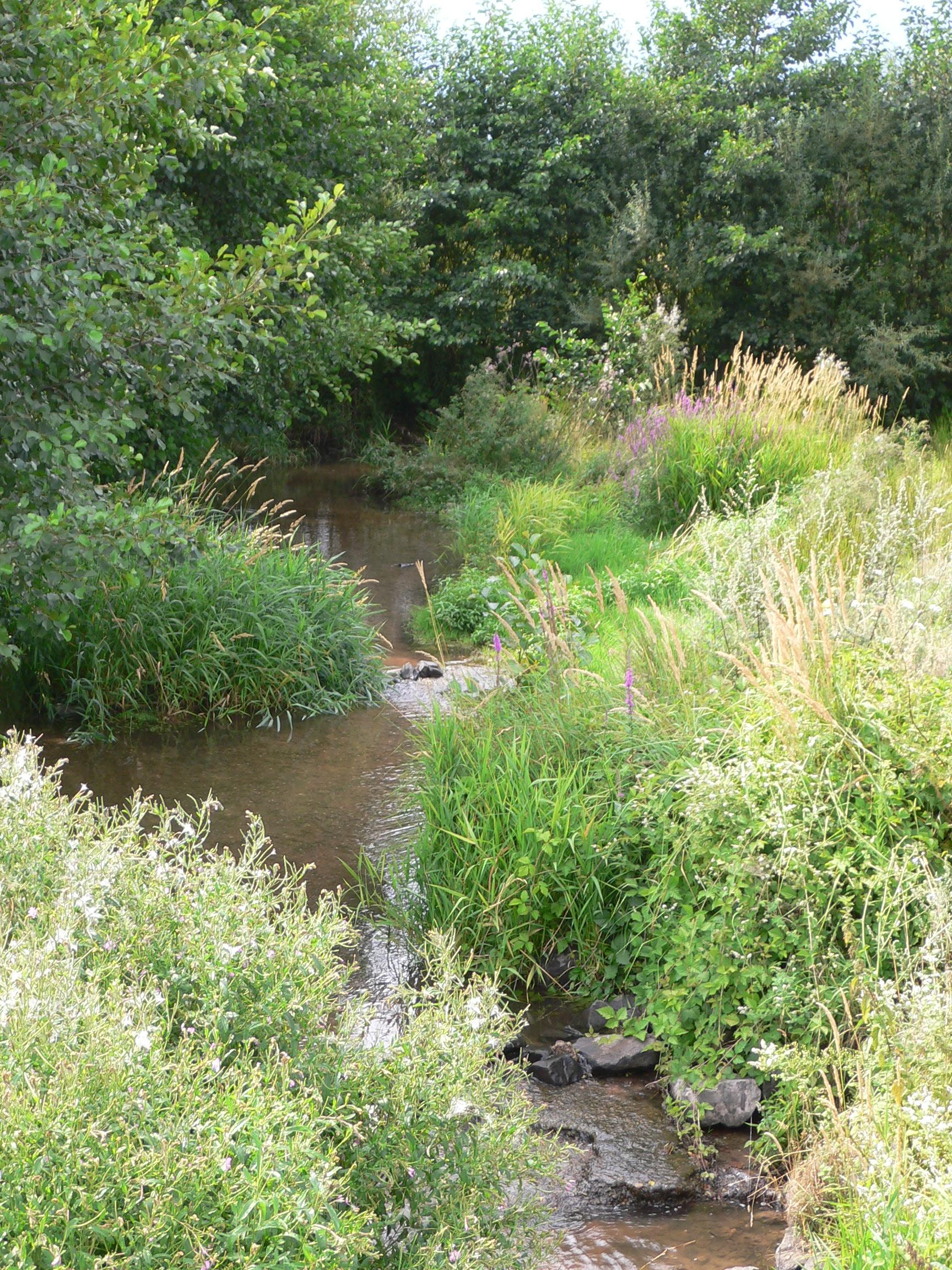
Naturnahes kleines Fließgewässer in Rheinland-Pfalz, Lebensraum der Gebänderten Prachtlibelle

Gebänderte Prachtlibellen besiedeln die eher träge fließenden Mittel- und Unterläufe von Fließgewässern, ersatzweise auch ähnlich strukturierte Gräben. Wichtig ist dabei ein höherer Besonnungsgrad der Gewässer und eine ausreichende Verkrautung mit Wasser- und Uferpflanzen. Die Art gilt als etwas wärmeliebender als die Blauflügel-Prachtlibelle, die mehr die Ober- bis Mittelläufe kleinerer Bäche bevorzugt und eine höhere Verschattung der Gewässer sowie sommerkühlere Bedingungen toleriert.
Es besteht aber auch eine stärkere Überlappung der ökologischen Ansprüche beider Arten, so dass diese durchaus manchmal syntop nebeneinander vorkommen können, insbesondere bei hoher Abundanz. In solchen Fällen erfolgt wohl eine ökologische Einnischung, also eine Konkurrenzvermeidung, über den Faktor Zeit, indem Calopteryx virgo seine Flugsaison nach hinten verlagert. Waldgebiete sowie moorige, dystrophe Fließgewässer werden von der Gebänderten Prachtlibelle aber gemieden. Dafür gilt sie als etwas toleranter gegenüber Gewässerverschmutzung und einem etwas geringeren Sauerstoffgehalt des Wassers und kann gelegentlich sogar an Stillgewässern angetroffen werden. Allerdings erlauben selbst größere Ansammlungen von Imagines an einem Gewässer nicht automatisch den Rückschluss, dass es sich um ein Fortpflanzungshabitat handele. Ein solches könnte stattdessen auch in der Nähe des Fundortes vorhanden sein.
Ganzjährig wasserführende Fließgewässer ab etwa einem Meter Breite mit offener Mitte sowie Röhrichten an den Rändern, insbesondere solchen aus Rohrglanzgras oder auch Wasser-Schwaden, werden mit höherer Stetigkeit besiedelt. Regional, beispielsweise in norddeutschen Auengewässern, begünstigen unter anderem Pfeilkrautbestände mit flutendem Igelkolbenröhricht die Besiedlung. Die aus dem Wasser ragenden Blätter werden dabei gerne als Landeplatz genutzt.

### Fortpflanzungsverhalten
Die Männchen der Gebänderten Prachtlibelle beanspruchen entlang der Bachstrecke Reviere und zeigen ein ausgeprägtes Territorial- und Balzverhalten. Die Reviere sind im Mittel etwa 2,6 bis 3 m lang und 90 cm breit; in Populationen mit sehr hoher Individuendichte befindet sich aber auch alle paar Dezimeter ein Männchen. Viele Männchen finden zudem keine für die Eiablage geeigneten, noch unbesetzten Reviere und halten sich an den Reviergrenzen anderer Männchen auf. Fliegt ein Weibchen in das Territorium eines Männchens ein, beginnt dieses mit einer Balz. Es fliegt dem Weibchen mit auffälligem Schwirrflug entgegen und zeigt ihm mit hochgebogenem Abdomen sein „weißes Schlusslicht“. Auf diese Weise führt das Männchen das Weibchen zu einem Eiablageplatz. Dort umkreist es die Umworbene wieder mit seinem pendelnden Schwirrflug. Bleibt das Weibchen daraufhin weiter am Platz, setzt sich das Männchen auf die Flügel des Weibchens und koppelt sich mit seinen Hinterleibsanhängen in Libellenmanier bei ihm an.

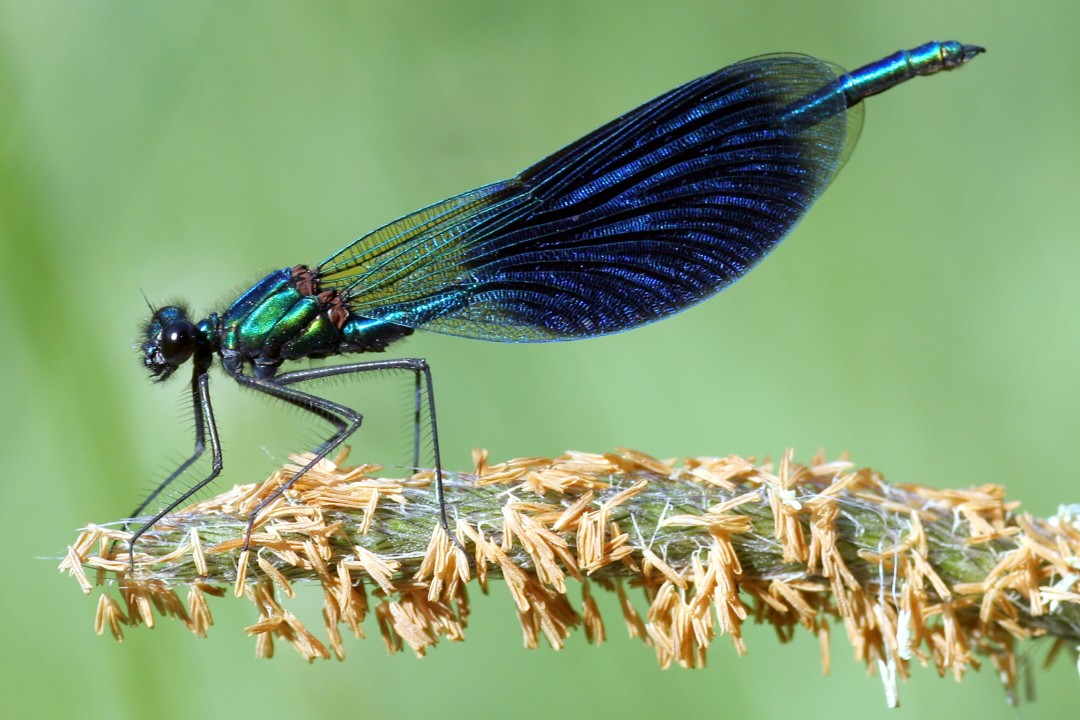
Dieses Männchen hat seine Sitzwarte auf einem blühenden Fuchsschwanzgras bezogen. Deutlich ist erkennbar, dass nicht der gesamte Flügel blau gefärbt ist.

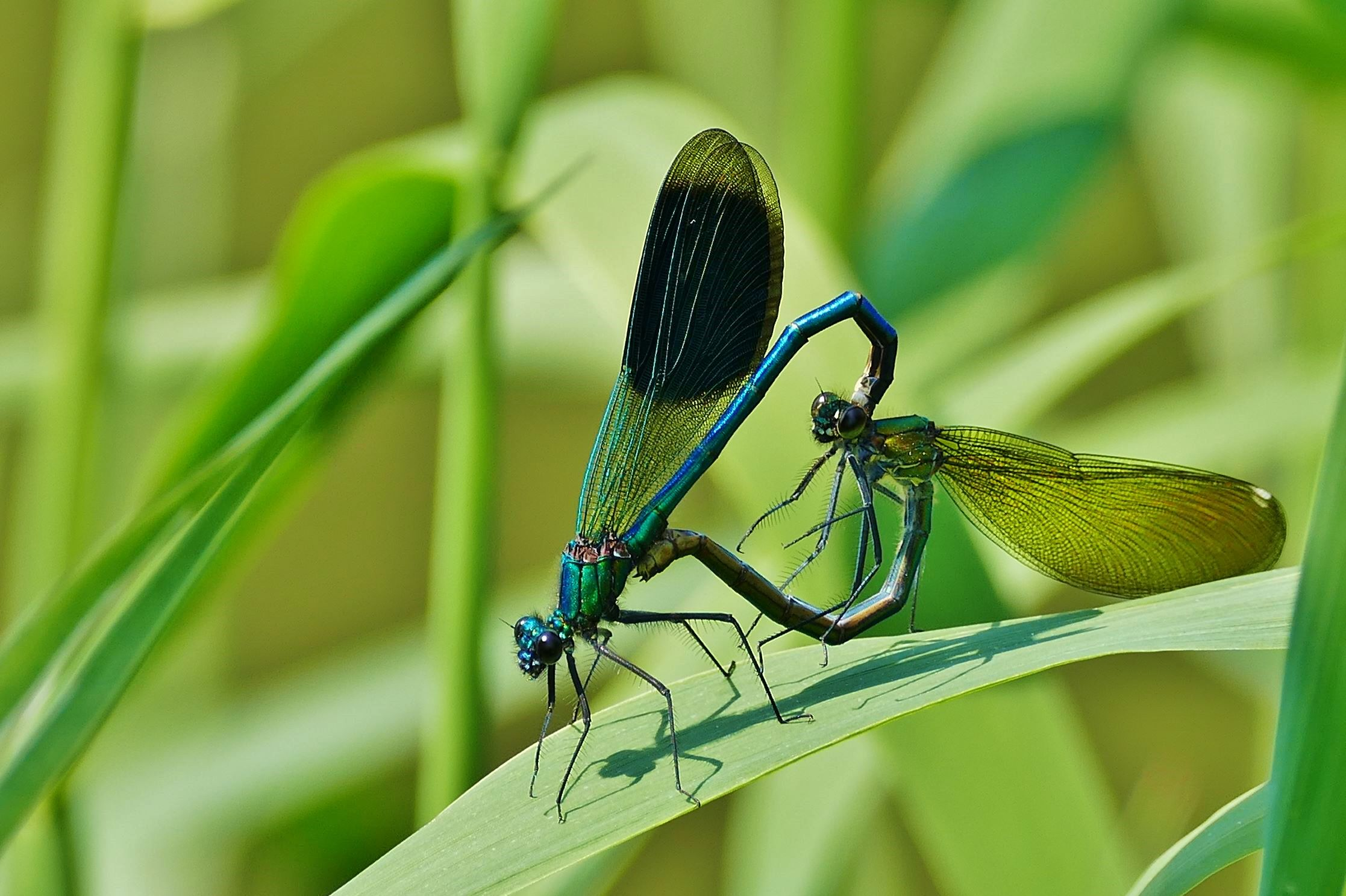
Paarungsrad

Es folgt die Kopulation, die im Mittel rund zweieinhalb Minuten dauert. Danach löst sich das Paarungsrad wieder, und nach einer Ruhephase beginnt das Weibchen mit der Eiablage, indem es die Eier (10 bis 22 Stück pro Minute) nahe der Wasseroberfläche in Wasserpflanzen einsticht. Dazu kann das Tier komplett untertauchen, wobei es dies stets mit dem Kopf voran tut. Das Männchen verteidigt derweil sein Revier weiterhin gegen Geschlechtsgenossen mittels drohend gespreizter Flügel und durch Anfliegen der Konkurrenten. Es kann in einem günstigen Revier auf bis zu zehn Kopulationen am Tag mit verschiedenen Weibchen kommen.
Die Embryonalentwicklung in den Eiern dauert in Mitteleuropa etwa sechs bis neun Wochen, dann kommt es zum Schlupf der Larven.

### Larval- und Emergenzhabitat
Die Libellenlarven benötigen Unterwasservegetation, die in die Strömung ragt und ihnen guten Halt bietet. Auch freigespültes Wurzelwerk von Uferbäumen kann diese Funktion übernehmen. Typisch sind aber insbesondere Aufenthaltsorte am Fuß von Bachröhrichten (Rohrglanzgras, Igelkolben) oder innerhalb von Beständen krautiger Tauchblattpflanzen wie Wasserpest, Wasserstern oder auch Flutendem Wasserhahnenfuß. Hinsichtlich der Wassertiefe wird ein breites Spektrum von wenigen Zentimetern bis zu mehreren Dezimetern genutzt, je nach lokalen Verhältnissen von Strömung und Licht. Die Strömungsgeschwindigkeit der Larvalgewässer beträgt zwischen 2 und 70 cm/s, wobei das Optimum wohl bei 3 bis 30 cm/s liegt und das Strömungsverhalten dabei möglichst gleichmäßig sein muss.

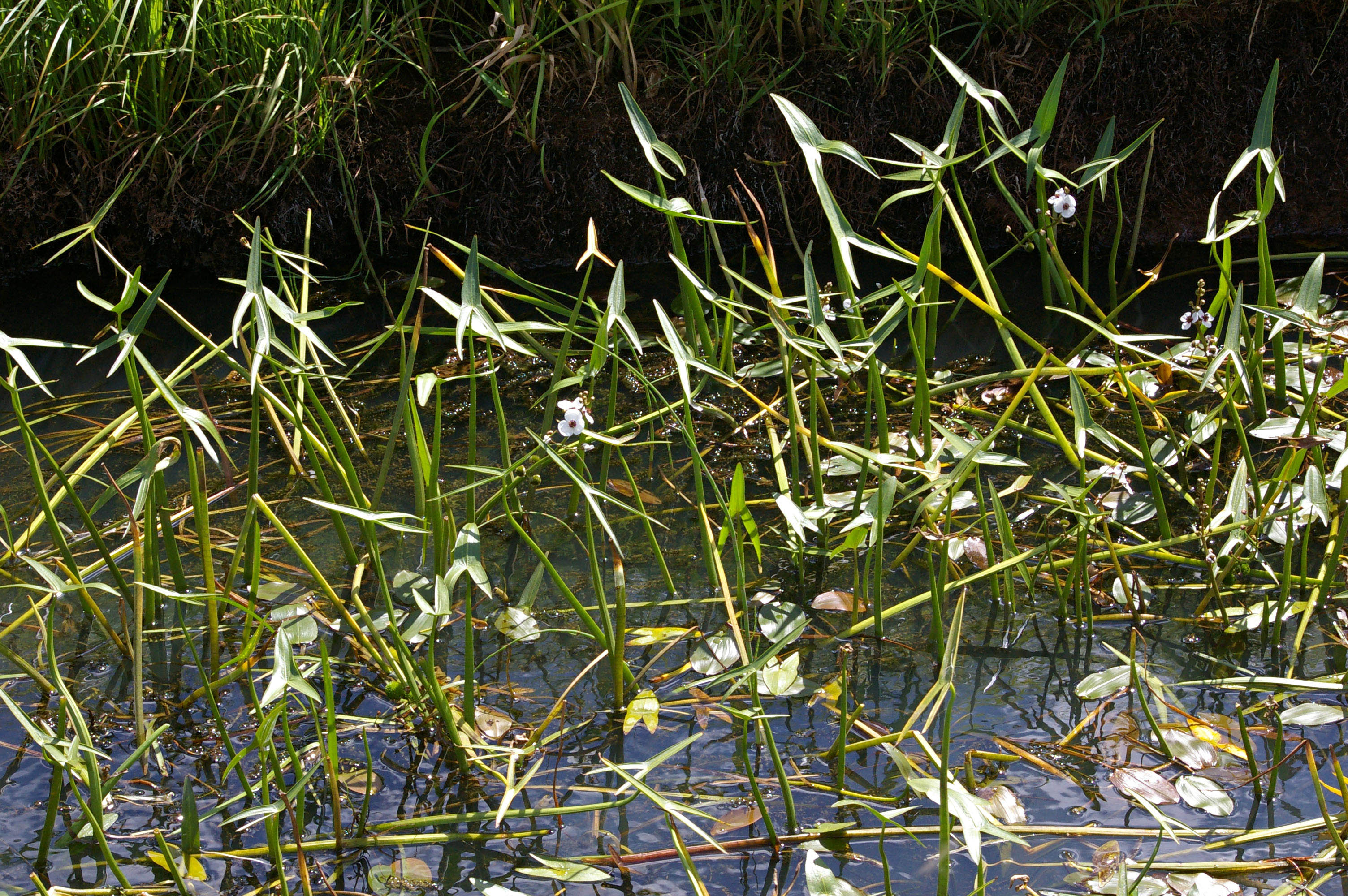
Lockere Bestände von flutendem und emersem Pfeilkraut bieten Prachtlibellen günstige Habitatstrukturen

Den Gewässergrund meiden Prachtlibellenlarven im Allgemeinen; in den meisten Habitaten der Art werden aber zumindest Anteile eher feinkörniger Substrate wie Sand, Lehm oder Torfschlamm beobachtet. Der Sauerstoffgehalt sollte in Fließgewässern Werte von 6 bis 7 mg/l nicht längerfristig unterschreiten. Auch gegenüber anderen wasserchemischen Parametern zeigt die Art eine größere Toleranz als etwa die Blauflügel-Prachtlibelle. Bei der Wassertemperatur bestehen dagegen höhere Ansprüche: Optimal sind im Larvalhabitat mittlere Sommertemperaturen von 16 bis 24 °C.
Larven der Gebänderten Prachtlibelle halten sich mit einem relativ geringen Aktionsradius an den beschriebenen Unterwasserstrukturen auf. Durch Verändern der Körperhaltung passen sie sich den jeweiligen Strömungs- und auch Sauerstoffbedingungen an. Gegenüber Artgenossen verteidigen sie ihren Sitzplatz. Sie lauern auf vorbeikommende kleine Insektenlarven, wie etwa die von Zuckmücken und Kriebelmücken sowie auf kleine Flohkrebse, die sie mit einem speziellen Fangschlag erbeuten und fressen. Ihre Lebenszeit als Larve hängt von den Habitat- und Witterungsverhältnissen ab. In warmen Tieflandbächen und -gräben wird meist ein jährlicher Zyklus beobachtet; in kühleren (Berg-)Bächen eher eine zweijährige Entwicklungsdauer. Im Jahr vor der Metamorphose gehen die Larven im vorletzten oder letzten Larvenstadium in die Überwinterung.
(Zu weiteren Details der Individualentwicklung der Larven vergleiche Blauflügel-Prachtlibelle; beide Arten gleichen sich in dieser Hinsicht.)
Am Ende ihrer Entwicklung erklettern die Larven schließlich Halme und andere vertikale Strukturen direkt am Gewässerufer, um sich dort in Höhen von fünf bis 40 (gelegentlich mehr) Zentimetern über der Wasserlinie zur Imago zu häuten. Dies geschieht in Mitteleuropa ab Ende April/Anfang Mai und dauert bis weit in den Juli, der Höhepunkt der Emergenz (Imaginalhäutung) liegt zwischen Ende Mai und Mitte Juni.

### Reife-, Jagd- und Ruhehabitat der Imagines, Flugzeit

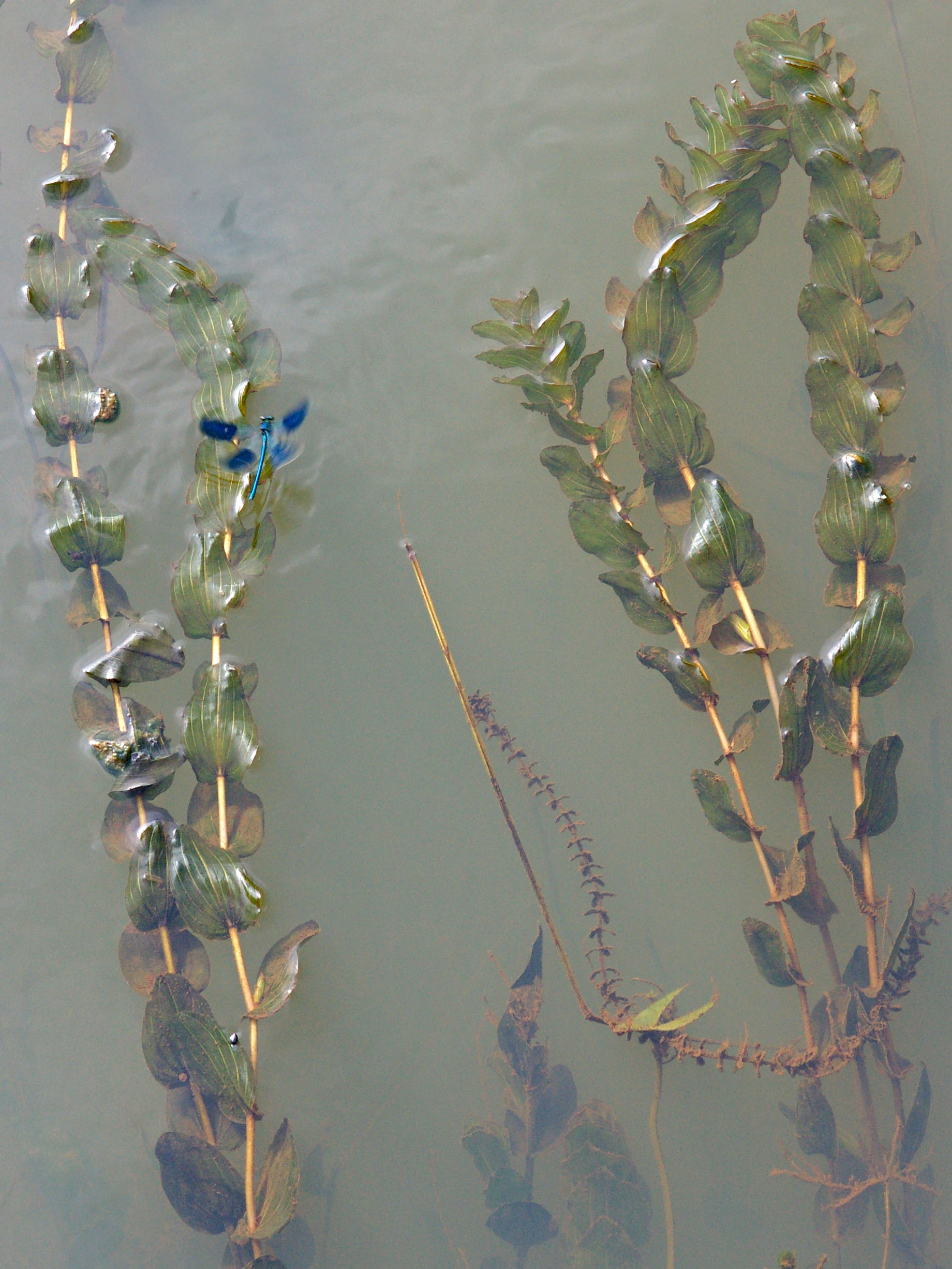
Selbst an mäßig verschmutzten Kanälen kann man Gebänderte Prachtlibellen antreffen, wenn wenigstens genügend Wasserpflanzen vorhanden sind. Dieses Männchen nutzt aus dem Wasser ragende Blattteile von Durchwachsenem Laichkraut als kurzzeitigen Rastplatz

Die frisch geschlüpften Imagines schwärmen nach dem Aushärten in die Umgebung aus, wo sie sich auf Wiesen und an Waldrändern aufhalten und nach kleinen Insekten jagen. Innerhalb von zehn Tagen haben sie ihre Reifezeit abgeschlossen, wobei die Geschlechtsreife nach drei Tagen eintritt. Die nun ausgefärbten und erwachsenen Tiere kehren ans Schlupfgewässer zurück. Die Flugzeit der reifen Gebänderten Prachtlibellen dauert etwa von Mitte Mai bis Anfang September, mit einem Höhepunkt von Mitte Juni bis Anfang August. Am Fortpflanzungsgewässer sind sie nur bei Temperaturen von mindestens 16 °C aktiv. Tagsüber halten sie sich ab dem Morgen am Gewässer auf (vergleiche „Fortpflanzungsverhalten“), während sie zur Nacht Ruheplätze aufsuchen, die bei den Männchen 20 bis 40, bei den Weibchen bis zu 70 m vom Gewässer entfernt liegen können. Dabei handelt es sich um Bestände aus dichter krautiger Vegetation, etwa Röhrichte, ungemähte Wiesen oder auch Getreidefelder. Gelegentlich werden Schlafgemeinschaften aus Dutzenden Individuen, meist Männchen, gebildet. Günstige Ruheplätze werden immer wieder aufgesucht. Die Aktivitäts- und Lebensperiode als fertige Libelle dauert individuell durchschnittlich nur etwa zwei Wochen – einzelne, markierte Weibchen konnten aber auch bis zu 50 Tage, Männchen maximal noch nach 69 Tagen wiedergefunden werden. Während dieser Zeit entfernen sich die meisten Tiere kaum mehr als 400 Meter vom Schlüpfort. Vereinzelt können allerdings auch mehrere Kilometer weite Ausbreitungsflüge registriert werden.

## Fressfeinde
Die Lebenserwartung von Libellen wird durch verschiedenste Faktoren limitiert, dazu zählen in allen Lebensstadien zahlreiche Fressfeinde. Die Larven im Wasser und selbst die zur Eiablage untertauchenden Weibchen werden von Fischen, teils auch von räuberischen Insekten wie Rückenschwimmern, Wasserläufern, größeren Libellenlarven sowie Gelbrandkäfern und deren Larven erbeutet. An Gewässern lebende Vögel wie Reiher, Störche, Eisvögel, Enten und diverse Singvögel jagen manchmal gezielt Libellenlarven. Die Imagines – in besonderem Maß die frisch geschlüpften, noch ausreifenden – werden von vielen Singvögeln (beispielsweise Bach- und Gebirgsstelzen, Grasmücken und Schwalben, aber auch von größeren Vogelarten) sowie unter anderem von Großlibellen und Spinnen erbeutet.

## Gefährdung und rechtliche Stellung
Die Bestände der Gebänderten Prachtlibelle sind insbesondere durch Verschmutzung, Kanalisierung und intensive „Unterhaltung“ von Fließgewässern vielerorts zurückgegangen. Weitreichende wasserbauliche Maßnahmen wie Begradigungen, Verrohrungen, Uferverbauungen und Aufstauungen von Fließgewässern haben die Lebensräume dieser Libelle stark eingeschränkt; die verbliebenen Biotope werden oft durch Abwassereinleitungen, Düngemittel- und Pestizideintrag sowie Eingriffe wie die manchmal bereits sommerlich stattfindende Mahd von Ufervegetation und die Entkrautung des Wasserkörpers beeinträchtigt.
Der Weltbestand wird von der International Union for Conservation of Nature IUCN in der Ausgabe 2009 der Roten Liste gefährdeter Arten als ungefährdet (Least Concern) eingestuft. Auch in der aktuellen Roten Liste Deutschlands (2015) wird die Art dank verbesserter Rahmenbedingungen in vielen Fließgewässerhabitaten derzeit als nicht gefährdet eingeschätzt. In vier Bundesländern Österreichs wird die Art als „potentiell gefährdet“ oder „gefährdet“ eingestuft. In der Roten Liste der gefährdeten Arten der Schweiz wird die Nominatform der Art als „nicht gefährdet“ und die in der Schweiz nie häufig gewesene Unterart Calopteryx splendens caprai als „potentiell gefährdet“ gelistet.
In Deutschland steht Calopteryx splendens unter Naturschutz; so wird sie in der Bundesartenschutzverordnung wie alle Arten der Ordnung Libellen (Odonata) im Anhang 1 als besonders geschützte Art geführt und ist entsprechend auch nach dem Bundesnaturschutzgesetz besonders geschützt.